# El Poblenou
El Poblenou (katalánsky „nová vesnice“; katalánská výslovnost: [əl ˌpɔbːləˈnɔw]) je rozsáhlá čtvrť barcelonské městské části Sant Martí, která na jihu sousedí se Středozemním mořem, na východě se Sant Adrià de Besòs, na západě s Parc de la Ciutadella ve čtvrti Ciutat Vella a na severu se čtvrtí Sant Andreu. Původně šlo o samostatné město, oddělené od samotné Barcelony.

## Historie
Během průmyslové revoluce v 19. století bylo Poblenou epicentrem katalánského i iberského průmyslu, díky čemuž si vysloužilo přezdívku „katalánský Manchester“. Kolem rozsáhlého shluku továren vznikly především dělnické obytné oblasti. Když průmyslový rozmach pominul, čtvrť upadla do stavu zanedbanosti a chátrání. Následně prošla dramatickou proměnou, jejímž hlavním impulsem byly Olympijské hry v roce 1992. Mnohé z rozvinutých oblastí – včetně Vila Olímpica, oblasti Diagonal Mar a zóny Fòrum – dnes tvoří prakticky samostatné čtvrti. Dlouho nedokončená Avinguda Diagonal nyní pokračuje až k moři, od Plaça de les Glòries. Ambiciózní plán 22@ má za cíl přetvořit Poblenou na technologickou a inovační čtvrť města, a zároveň rozšířit prostory pro bydlení a volnočasové aktivity.
Vedle nově vybudovaných, luxusních oblastí jako Vila Olímpica a Diagonal Mar mnoho umělců a mladých profesionálů přeměnilo bývalé továrny a sklady na lofty, galerie a obchody. Vznikly zde také školy a studia umění a designu, což dalo čtvrti kreativní nádech.
Některé z původních továrních budov byly prohlášeny za historické památky a jsou chráněny. Mezi ně patří například továrna Hispania SA, postavená v roce 1923 kubánsko-německým obchodníkem Emiliem Heydrichem a architektem Josepem Granerem, nebo chemická továrna Valls, Teixidor i Jordana.
Hlavní obchodní třídou čtvrti je zelená Rambla del Poblenou, která se táhne od Avinguda Diagonal až k moři.

## Život v El Poblenou
El Poblenou leží mezi krásnými barcelonskými plážemi a centrem města, což místním obyvatelům poskytuje uvolněný plážový životní styl s blízkostí k široké nabídce obchodních center, barů a restaurací. Kvůli rostoucí oblíbenosti čtvrti však ceny bytů dramaticky vzrostly. Kromě dobrého přístupu na pláže nabízí čtvrť i rozsáhlé otevřené prostory, zelené parky a relativně málo turistů. Navzdory místním snahám o zachování autenticity bojuje Rambla del Poblenou s důsledky gentrifikace a masové turistiky.
Od roku 2012 se v Poblenou každoročně v únoru koná festival světelného umění Llum BCN.

## Památky
Mezi významné budovy v Poblenou patří:
- Torre Agbar (Jean Nouvel),
- budova Fòrum (Herzog & de Meuron) – hostí největší maketu města v Evropě,
- Hotel ME Barcelona (dříve Habitat Sky Hotel) od Dominiqueho Perraulta.

Mezi hlavní veřejné prostory patří:
- Parc de Diagonal Mar (Enric Miralles),
- Plaça de les Glòries Catalanes,
- Parc Central del Poblenou (Jean Nouvel),
- Parc del Poblenou u pláže,
- rozsáhlý Parc del Fòrum,
- Oficines Diagonal 197 (David Chipperfield),
- budova Media-Tic (Enric Ruiz Geli – CLOUD 9),
- historický hřbitov Cementiri de Poblenou,
- a mnoho kilometrů pláží.

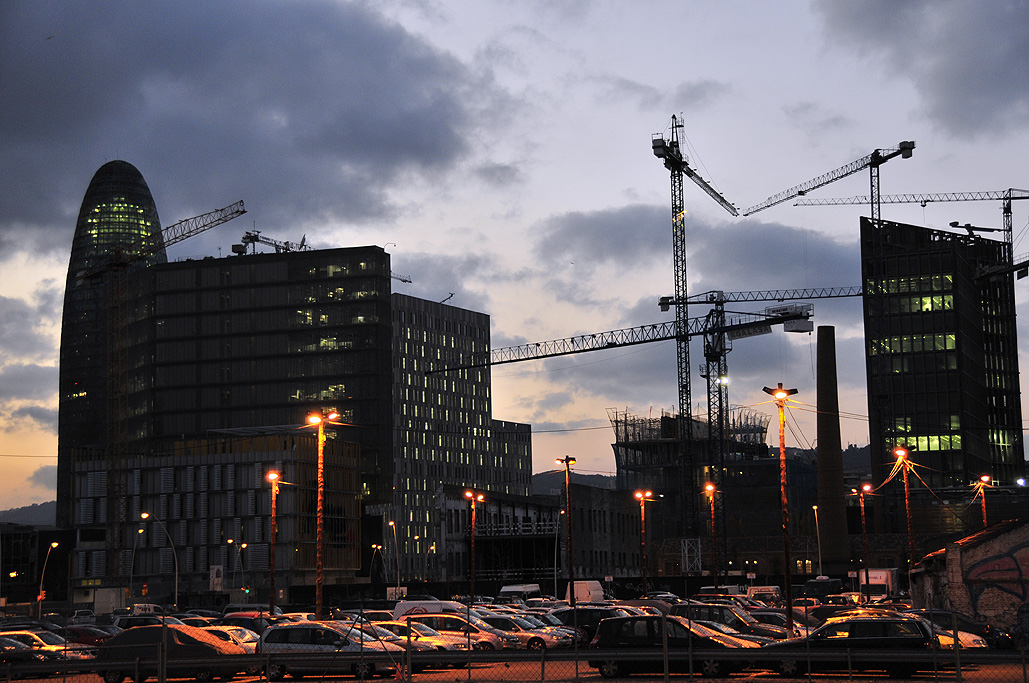
Pohled na stavbu v Poblenou v Barceloně, která je výsledkem plánu městské obnovy 22@
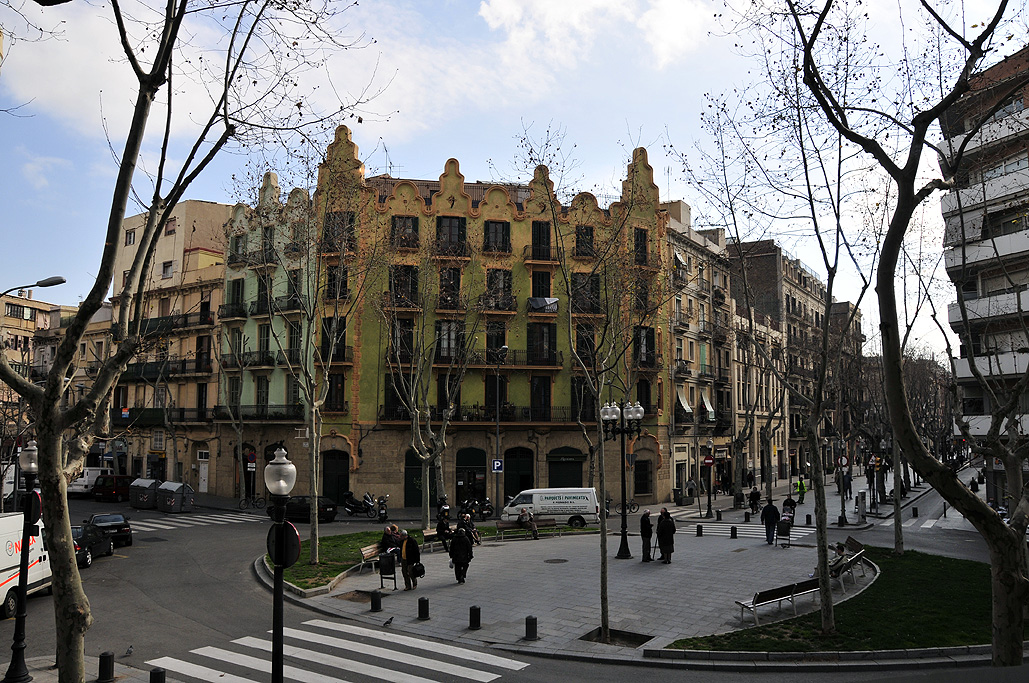
Modernistická budova na rohu Rambla del Poblenou
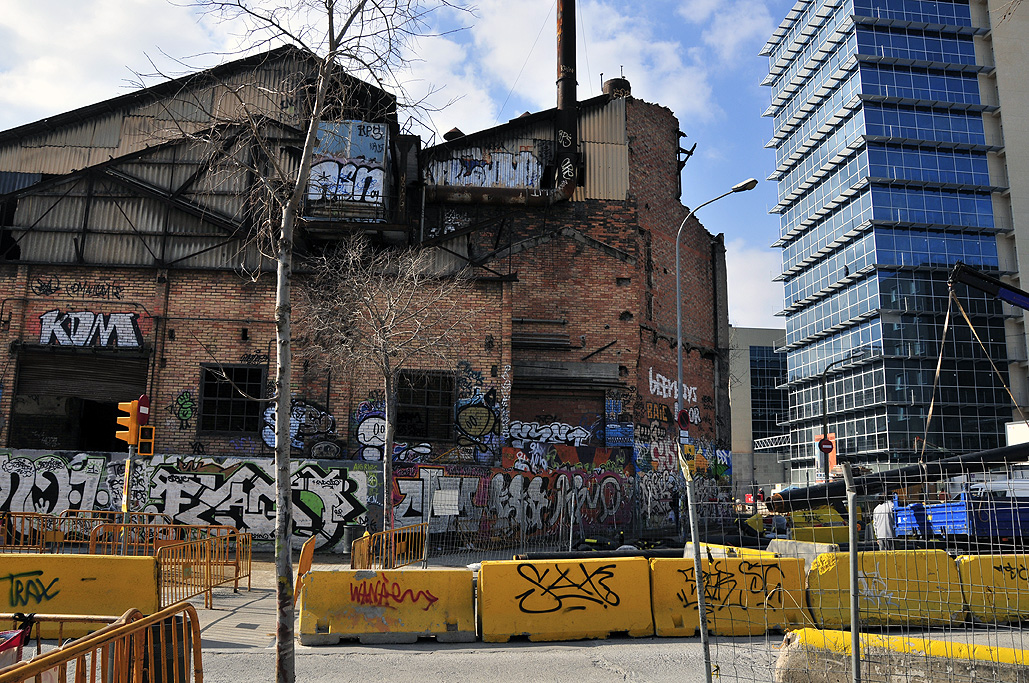
Pohled na ulici Carrer Pallars v Poblenou, zobrazující rekonstrukci podzemní infrastruktury a také jednu z mnoha bývalých továren vedle moderní budovy

## Doprava
Stanice metra (Barcelona Metro):
- linka 1: Marina, Glòries
- linka 4: Selva de Mar, Poblenou, Llacuna, Bogatell

Tramvaj Trambesòs:
- stanice: Glòries, Ca l'Aranyó, Pere IV, Fluvià